# Franktown (Colorado)
Franktown ist ein census-designated place (CDP) im Douglas County im US-Bundesstaat Colorado, Vereinigte Staaten, mit nur 395 Einwohnern (Stand: 2010) auf einer Fläche von 2,2 km². 
Die Stadt war in den Jahren 1861 bis 1863 der erste Countysitz des Douglas County.
In der Nachbarschaft der Ortschaft befindet sich der Castlewood Canyon State Park.